# Gorky's Zygotic Mynci
Gorky's Zygotic Mynci est un groupe de pop britannique, originaire du Pays de Galles. Il est de langue anglaise et galloise, et formé au début des années 1990 par Euros Childs, sa sœur Megan Childs, John Lawrence, Richard James, et Euros Rowlands, alors qu'ils fréquentaient encore le lycée à Carmarthen. Il s'agissait de l'un des groupes les plus importants de la scène musicale alternative galloise des années 1990 et 2000, aux côtés des Manic street preachers et des Super Furry Animals. Leur carrière est relativement prolifique, avec entre 1992 et 2003, plus d'une dizaine d'albums sortis (le double en comptant les singles). Le groupe annonce sa séparation en mai 2006.

## Biographie
Le groupe est formé par Euros Childs (chant, claviers), John Lawrence (chant, guitare) et Richard James (basse) pendant leurs études à la Bro Myrddin Welsh Comprehensive School de Carmarthen. En plus de leurs rôles dans le groupe, chacun d'entre eux pratiquent plusieurs instruments en studio et sur scène studio. Avec Sion Lane (claviers) et Steffan Cravos (violon), Gorky enregistre et auto-produit une première cassette, Allumette (1991). Sion et Steffan quittent le groupe, qui enregistre en 1992 une seconde cassette, Peiriant Pleser.
La sœur d'Euros Childs, Megan Childs (violon), se joint au groupe qui signe au label gallois Ankst. Leur premier album s'intitule Patio (1992), une collection d'enregistrements live et studio. Il comprend une dizaine de morceaux enregistrés en concert, en studio ou « faits maison ». Cet album fait plus tard l'objet d'une remasterisation et de l'ajout de plusieurs morceaux, sur une réédition sortie en 1995. Gorky a également publié un nombre de singles et d'EP sur Ankst. En 1994, leur premier album studio, Tatay, est publié. Un an plus tard, en 1995, c'est au tour de Bwyd Time, financé par Alan Holmes, producteur ayant eu un impact important sur la diversité musicale du groupe. Euros Rowlands remplacera Osian Evans à la batterie le temps d'enregistrer ce second opus. Ces deux albums sont notables pour leur éclectisme, tant au niveau des influences qu'au niveau des styles musicaux : Thema o Cartref, morceau d'ouverture de Tatay, se base par exemple sur un harmonium; on peut également citer la chanson When You Hear the Captain Sing (vraisemblablement un hommage à Captain Beefheart), ou encore Amsermaemaiyndod/Cinema, titre sur lequel on peut entendre deux morceaux complètement différents sur les canaux droit et gauche des haut-parleurs.
La musique du groupe est, à ses débuts, largement influencée par le rock, le rock psychédélique et la musique traditionnelle celtique. Leur plus grand succès commercial et critique, l'album Barafundle (1997), en est une bonne illustration. Le groupe s'éloigne cependant progressivement de ces tendances, et produit de plus en plus souvent une musique mélancolique toujours portée sur le rock psychédélique mais également et surtout sur la pop et la folk (Spanish Dance Troupe, 1999 ; How I Long to Feel that Summer In My Heart, 2001). L'album Spanish Dance Troupe marque particulièrement un tournant dans le style du groupe, puisqu'on y retrouve aussi bien des morceaux du même genre de leurs albums précédents, plus influencés par le rock psychédélique (les morceaux Poodle rockin' ou Hair Like Monkey Teeth Like Dog, par exemple) que des morceaux comme Faraway Eyes ou Over & Out, plus portés sur la folk et qui annoncent leur virage vers un style plus calme et mélancolique, qu'on pouvait déjà deviner sur l'album Barafundle. Après la sortie de cet album, l'un des membres fondateurs du groupe, le guitariste John Lawrence, quitte le groupe.
Le groupe utilise un large éventail d'instruments, guitare, basse et batterie, mais également du violon, de la guimbarde, du banjo ou encore de la cithare. Les morceaux du groupe se basent souvent sur des parties instrumentales relativement importantes (Can Megan, Better Rooms, Sometimes The Father Is The Son...), mais également sur un effet de surprise de l'auditeur, notamment avec l'utilisation fréquente de breaks (Christina, Pen Gwag Glas, Meirion Wyllt, Young Girls and Happy Endings...) . On peut citer parmi leurs morceaux les plus connus Patio Song, Stood on Gold, Spanish Dance Troupe, ou encore Face Like Summer.
En 2010, Richard James et Euros Childs jouent au mariage de Dan Rebellato.

## Membres

### Derniers membres
- Euros Childs – chant, claviers (1991–2006)
- Megan Childs – violon, chant (1992–2006)
- Richard James – guitare, chant (1991–2006), basse (1991–1999)
- Rhodri Puw – basse (1999–2006)
- Peter Richardson – batterie (2000–2006)

### Anciens membres
- John Lawrence – chant, guitare (1991–1999)
- Euros Rowlands – batterie (1995–2001)
- Osian Evans – batterie (1991–1995)
- Sion Lane – claviers (1991)
- Cenwyn Brain – guitare (1991)
- Sammy Davies – claviers (1991–1992)
- Steffan Cravos – violon (1991–1992)

## Discographie

### Albums studio
- 1992 : Patio (une première sortie en juin 1992, puis une deuxième sortie le même mois avec neuf morceaux ajoutés aux douze de la première édition)
- 1994 : Tatay (une version avec quatre morceaux supplémentaires sur l'édition japonaise)
- 1995 : Bwyd Time
- 1997 : Barafundle
- 1998 : Gorky 5
- 1999 : Spanish Dance Troupe
- 2001 : The Blue Trees
- 2001 : How I Long to Feel that Summer In My Heart
- 2003 : Sleep/Holiday

### Singles et EP
- 1994 : Merched Yn Neud Gwallt Eu Gilydd
- 1994 : The Game of Eyes (EP]
- 1995 : Llanfwrog (EP)
- 1995 : Gewn Ni Gorffen
- 1995 : If Fingers Were Xylophones/Moon Beats Yellow (EP)
- 1996 : Amber Gambler (EP)
- 1996 : Patio Song
- 1997 : Diamond Dew
- 1997 : Young Girls And Happy Endings
- 1998 : Sweet Johnny
- 1998 : Let's Get Together (In Our Minds)
- 1999 : Spanish Dance Troupe
- 2000 : Poodle Rockin'
- 2001 : Stood on Gold
- 2003 : Mow the Lawn
- 2003 : 20 (singles et EP's '94-'96)

### Compilations
- 1996 : Introducing Gorky's Zygotic Mynci
- 2003 : 20 (Singles et EP de 1994 à 1996)

### Autres
- 1991 : Allumette (démo)
- 1992 : Peiriant Pleser (cassette)